# Постников, Михаил Николаевич
Михаил Николаевич Постников (6 ноября 1918, Тула — 22 марта 2004, Тула) — советский и российский театральный деятель, актёр. Заслуженный артист РСФСР (1959).

## Биография
Михаил Постников родился в 1918 году в Туле.
С 1935 по 1936 годы обучался в театральной студии ЦК союза угольщиков в Скопине, а с 1936 по 1937 — в театральной студии «Постройка» ЦК строителей в Москве.
В 193 году поступил на службу актёром Молодёжного театра в Туле. С 1940 по 1943 годы служил в Московском областном Театре юного зрителя. С 1943 по 1947 годы работал актёром Московского театра Драмы (прежнее название Театра имени Маяковского), с 1947 по 1949 годы входил в труппу Московского Камерного театра.
С 1949 по 1957 годы и в 1961—1962 годах служил в Московском драматическом театре на Спартаковской (ныне Театр на Малой Бронной).
С 1957 по 1961 годы работал актёром Драматического театра Группы советских войск в Германии. С 1962 по 1964 годы служил в труппе Московского театра драмы и комедии (ныне Театр на Таганке).
С 1964 по 1969 годы — артист драматического ансамбля Москонцерта.
В 1969 по 1983 годы вновь служил актёром Московского академического театра имени Владимира Маяковского.
Умер в 2004 году в Туле. Похоронен на Переделкинском кладбище.

## Репертуар и роли

### Работы в кино
- 1947 — «Марите (фильм)» (разведчик);
- 1959 — «Безмолвная звезда» (Арсеньев — советский космонавт, профессор);
- 1971 — «Освобождение» (Василий Соколовский, генерал армии, заместитель командующего 1-м Белорусским фронтом
- 1973 — «Моя судьба» (Горшков-отец, бывший фабрикант, домовладелец);
- 1976 — «Дни хирурга Мишкина» (Бояров Михаил Николаевич);
- 1976 — «Меня это не касается…» (Карташов, директор ткацкой фабрики);
- 1978 — «Стратегия риска» (председатель Госплана);

## Награды
- Заслуженный артист РСФСР (25.09.1959).